# Comuna Lîstopadove, Novomîrhorod
Lîstopadove (în ucraineană Листопадове) este o comună în raionul Novomîrhorod, regiunea Kirovohrad, Ucraina, formată din satele Andriivka și Lîstopadove (reședința).

## Demografie
Componența lingvistică a comunei Lîstopadove
     Ucraineană (98,45%)
     Rusă (1,49%)
     Alte limbi (0,06%)
Conform recensământului din 2001, majoritatea populației comunei Lîstopadove era vorbitoare de ucraineană (98,45%), existând în minoritate și vorbitori de rusă (1,49%).